# Poliklet Młodszy

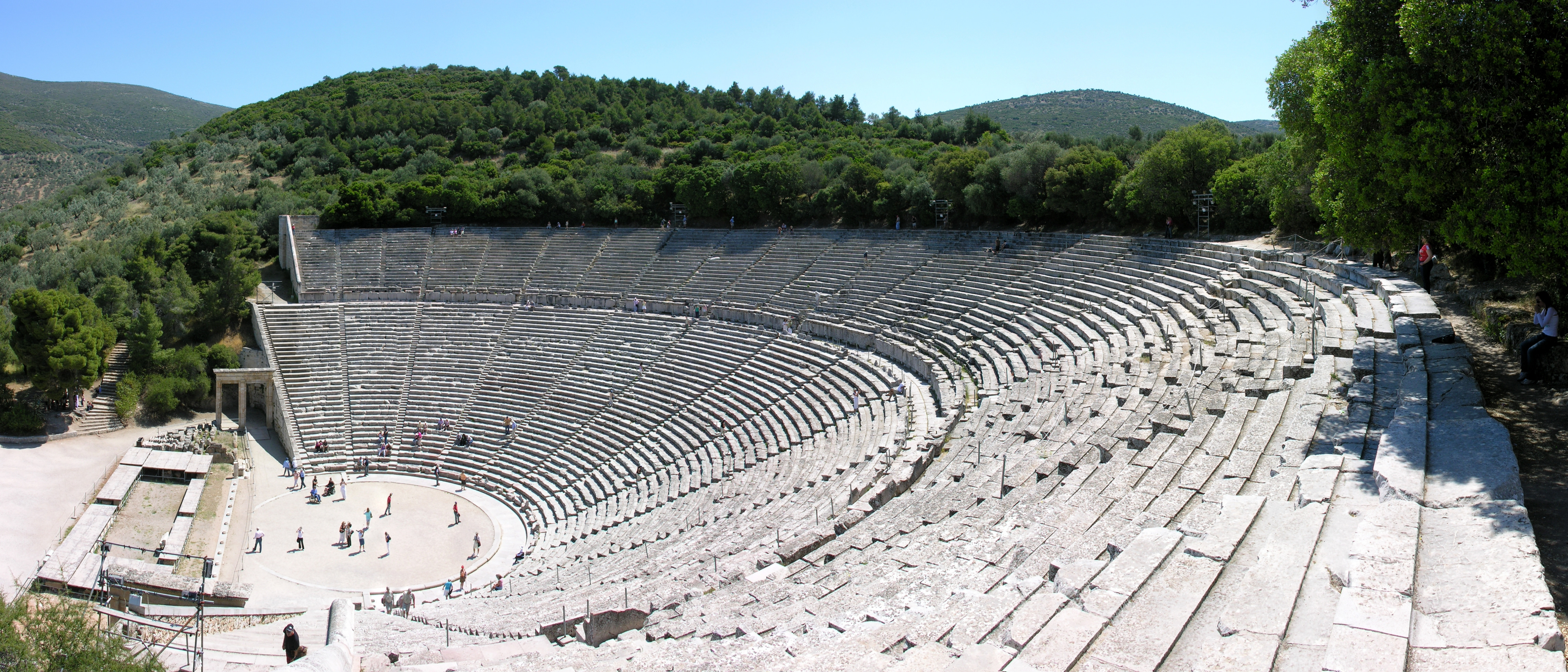
Teatr w Epidauros

Poliklet Młodszy (IV wiek p.n.e.) – grecki architekt.
Zaprojektował w Epidauros najlepiej zachowany do dziś teatr grecki (ok. 330 p.n.e.) dla 14 000 widzów oraz tolos z kolumnadą dorycką (ok. 350 p.n.e.).